# HAAG Atletiek
HAAG Atletiek is een Nederlandse atletiekvereniging, als fusievereniging ontstaan in 1991, maar met officiële oprichtingsdatum 24 januari 1913 en is gevestigd in Den Haag. Met net iets meer dan 1800 leden (per 31 december 2017) behoort HAAG Atletiek tot de 5 grootste verenigingen van Nederland.

## Geschiedenis
HAAG Atletiek is ontstaan uit een fusie tussen de mannenvereniging V&L-TC en de vrouwenvereniging Olympia '48.
De voorgaande fusies kunnen als volgt in beeld gebracht worden:
| Fusies                                                | Fusies           | Fusies         | Fusies                |
| ----------------------------------------------------- | ---------------- | -------------- | --------------------- |
| 1913: Vlug & Lenig                                    | → 1967: V&L-TC   | → 1975: V&L-TC | → 1991: HAAG Atletiek |
| 1922: De Trekvogels                                   | → 1967: V&L-TC   | → 1975: V&L-TC | → 1991: HAAG Atletiek |
| 1937: Lenig Door Athletiek (LDA)                      | → 1968: Haag '68 | → 1975: V&L-TC | → 1991: HAAG Atletiek |
| 1940: Haagsche Scholieren Athletiekvereniging Celebes | → 1968: Haag '68 | → 1975: V&L-TC | → 1991: HAAG Atletiek |
| 1948: Olympia '48                                     |                  |                | → 1991: HAAG Atletiek |

De jaartallen geven aan in welk jaar de betreffende vereniging is opgericht, of in welk jaar de fusie plaatsvond.
Als oprichtingsdatum van HAAG Atletiek wordt die van V&L aangehouden, namelijk 24 januari 1913.

## Locatie
HAAG Atletiek is gevestigd op het Sportpark Laan van Poot aan de gelijknamige laan. Het eerder genoemde V&L kwam in 1939 als eerste gebruiker op dit sportpark terecht. Het sportpark werd tot september 2017 in gebruik gedeeld met de Haagse Academie voor Lichamelijke Opvoeding (HALO), opleiding voor sportstudies en nog steeds met de handbalvereniging Hellas. De atletiekbaan zelf is een zogenaamde achtlaans-volkunststofbaan. Van een dergelijke accommodatie zijn er in Nederland minder dan 10.

## Prestaties
Het vrouwenestafetteteam van Haag Atletiek won in 1999, 2001 en 2003 de Zestig van Texel.

## Bekende atleten
- Pascal van Assendelft - 9-voudig Nederlands sprintkampioene, olympisch deelneemster
- Joke Bijleveld - 5-voudig Nederlands kampioene, ex-Ned. recordhoudster verspringen, 2-voudig olympisch deelneemster
- Puck Brouwer - 7-voudig Nederlands kampioene, winnares van zilver op de 200 m op de OS van 1952, zilver op de 100 m op de EK van 1950 en zilver op de 200 m op de EK van 1954
- Erik de Bruin - voormalig discuswerper en kogelstoter. Won zilver bij het kogelstoten op de Europese kampioenschappen atletiek in 1990 en bij de Wereldkampioenschappen atletiek 1991
- Khalid Choukoud - 16-voudig Nederlands kampioen
- Caimin Douglas - brons met de Nederlandse 4 x 100 m estafetteploeg bij de Wereldkampioenschappen atletiek 2003
- Troy Douglas - viervoudig Nederlands kampioen op de 100 meter sprint en brons met de Nederlandse 4 x 100 m estafetteploeg bij de Wereldkampioenschappen atletiek 2003
- Hans Geul - Nederlands kampioen 100 m 1936
- Aad van Hardeveld - 3-voudig Nederlands sprintkampioen
- Rosina Hodde - 6-voudig Nederlands kampioene hordelopen
- Mirna van der Hoeven - Nederlands kampioene 400 m 1968, Engels AAA-kampioene 400 m 1968, achtste op de 400 m bij de OS 1968 en voormalig Nederlands recordhoudster 400 m
- Elly van Hulst - 65-voudig Nederlands kampioene op de middellange afstanden en voormalig houdster van het wereldindoorrecord op de 3000 meter
- Jan Kleyn - 3-voudig Nederlands sprintkampioen, olympisch deelnemer
- Liliane Mandema - Nederlands kampioene 400 m 1982
- Nils Mulder - polsstokhoogspringer
- Theo Saat - 8-voudig Nederlands sprintkampioen, olympisch deelnemer
- Chris Smildiger - 2-voudig Nederlands kampioen 400 m
- Christian Tamminga - voormalig polsstokhoogspringer, vijf keer Nederlands kampioen en zesde op de Wereldkampioenschappen atletiek 2001
- Yvonne de Vreede - Nederlands kampioene hink-stap-springen 1998, ex-Ned. recordhoudster hink-stap-springen
- Erik van Vreumingen - 7-voudig Nederlands kampioen kogelstoten
- Jan de Vries - Nederlands kampioen 100 m 1920, olympisch deelnemer
- Anjolie Wisse - 8-voudig Nederlands kampioene middellange afstanden + veldlopen